# Anisotoma
Anisotoma es un género de fanerógamas de la familia Apocynaceae.  Comprende 4 especies descritas y de estas, solo 2 aceptadas. Es originario de Sudáfrica.

## Descripción
Es una planta herbácea con látex incoloro. Brotes perennes. Hojas persistentes, decusadas, pecioladas;  herbáceas, de 1-2 cm de largo, 0.5-1.5 cm de ancho, ovadas a circulares, basalmente cordadas, ápice agudo.
Inflorescencias extra-axilares, solitarias, con 3-10 flores, 5 flores abiertas de forma simultánea, pedunculadas o sésiles.

## Taxonomía
El género fue descrito por Eduard Fenzl y publicado en Linnaea 17: 330. 1844.

## Especies aceptadas
A continuación se brinda un listado de las especies del género Anisotoma aceptadas hasta octubre de 2013, ordenadas alfabéticamente. Para cada una se indica el nombre binomial seguido del autor, abreviado según las convenciones y usos.  
- Anisotoma cordifolia Fenzl
- Anisotoma pedunculata N.E.Br.